# محمد القيسي (ممثل عراقي)
محمد القيسي (1928-1988) هو ممثل عراقي كان يدير المقهى البغدادي، عُرِفَ عبر المقهى البغدادي وسهرات المقام العراقي.

## النشأة
ولد في العاصمة العراقية بغداد في محلة الفضل سنة 1928، ثم انتقل إلى مدينة الأعظمية في بغداد وعاش سنوات طويلة بها، ثم بعد ذلك بنى منزلاً في مدينة المنصور خلف شارع 14 رمضان في بغداد، وعاش فيه هو وأسرته بقية حياته حتى وافته المنية.

## أعماله

### في السينما
قدم عدداً من الأعمال الفنية في السينما منذ نهاية خمسينيات وحتى نهاية ستينيات القرن العشرين على شاشات السينما في أفلام عراقية مشهورة منها:
| السنة | الفيلم     | المخرج                        |
| ----- | ---------- | ----------------------------- |
| 1956  | من المسؤول | عبد الجبار توفيق ولي          |
| 1957  | سعيد أفندي | كاميران حسني                  |
| 1962  | أبو هيلة   | يوسف جرجيس حمد محمد شكري جميل |
| 1969  | شايف خير   | محمد شكري جميل                |

### في التلفزيون
قدم عشرات السهرات والمسلسلات التلفزيونية عن مختاري بغداد ورجالها الموجودين في المحال الشعبية وعلى مقاعد المقاهي. ومن أبرز أعماله الدرامية:
| السنة | المسلسل             | المخرج            |
| ----- | ------------------- | ----------------- |
| 1977  | سينما               | فلاح زكي          |
| 1978  | حامض حلو            | حسين التكريتي     |
| 1979  | بيتنا وبيوت الجيران | فلاح زكي          |
| 1980  | أبو البلاوي         | محمد يوسف الجنابي |
| 1983  | غاوي المشاكل        | حسين التكريتي     |

### في المسرح
من أعماله المسرحية:
| سنة الإنتاج | المسرحية     | المخرج          |
| ----------- | ------------ | --------------- |
| 1957        | إيراد ومصرف  | سامي عبد الحميد |
| 1985        | صايرة ودايرة | مقداد مسلم      |

## الوفاة
توفي الممثل محمد القيسي سنة 1988 إثر نوبة قلبية مفاجئة عن عمر ناهز 60 عاماً.

## وصلات خارجية
محمد القيسي - لقاء نادر ولاول مرة (تلفزيون العراق)